# Lesbiennes radicales
 (décembre 2017).
Pour les articles homonymes, voir FLR.
Le mouvement des lesbiennes radicales est apparu en France en 1980. Il est devenu une organisation en 1981 sous le nom de Front des lesbiennes radicales (FLR). Une filiale de ce mouvement s'est développée peu après au Québec.

## Lesbiennes radicales au Québec
Le mouvement s'est développé principalement dans les années 1980 et 1990 en suivant l'influence des titres de presse francophone lesbienne au Québec, parmi lesquels Amazones d'hier, lesbiennes d'aujourd'hui et L'Évidente Lesbienne.
Après 2010, le mouvement a pris une certaine ampleur dans la ville de Québec.  Un groupe de lesbiennes radicales mené par Bianca Ayotte a entre autres été remarqué pour plusieurs coups d'éclat[réf. nécessaire].